# Corioxenidae
Corioxenidae – rodzina wachlarzoskrzydłych.
Rodzaje:
- Corioxenos Blair, 1936
- Loania Kinzelbach, 1970
- Mafagaa Kinzelbach,                             1980
- Malayaxenos Kifune,                             1981
- Blissoxenos Miyamoto & Kifune,                             1984
- Viridipromontoxius Luna                             de Carvalho, 1985
- Australoxenos Kathirithamby,                             1990
- Floridoxenos Kathirithamby et Peck, 1994
- Uniclavus Kathirithamby,                         1989
- Proceroxenos Pohl,                         Katbeh-Bader & Schneider, 1996
- Triozocera Pierce, 1909
- Dundoxenos Luna                         de Carvalho, 1956